# Episodi di The Fosters (terza stagione)
La terza stagione della serie televisiva The Fosters, composta da 20 episodi, è stata trasmessa sul canale statunitense ABC Family dall'8 giugno 2015 al 28 marzo 2016.
In Italia la stagione è stata interamente pubblicata sul servizio di streaming Disney+ il 22 giugno 2022.
| nº | Titolo originale  | Titolo italiano       | Prima TV USA     | Pubblicazione Italia |
| -- | ----------------- | --------------------- | ---------------- | -------------------- |
| 1  | Wreckage          | Macerie               | 8 giugno 2015    | 22 giugno 2022       |
| 2  | Father's Day      | Festa del papà        | 15 giugno 2015   | 22 giugno 2022       |
| 3  | Déjà Vu           | Deja vu               | 22 giugno 2015   | 22 giugno 2022       |
| 4  | More Than Words   | Le parole non bastano | 29 giugno 2015   | 22 giugno 2022       |
| 5  | Going South       | Verso sud             | 6 luglio 2015    | 22 giugno 2022       |
| 6  | It's My Party     | La mia festa          | 13 luglio 2015   | 22 giugno 2022       |
| 7  | Faith, Hope, Love | Fede, speranza, amore | 20 luglio 2015   | 22 giugno 2022       |
| 8  | Daughters         | Figlie                | 3 agosto 2015    | 22 giugno 2022       |
| 9  | Idyllwild         | Idyllwild             | 10 agosto 2015   | 22 giugno 2022       |
| 10 | Lucky             | Fortuna               | 17 agosto 2015   | 22 giugno 2022       |
| 11 | First Impressions | Prime impressioni     | 25 gennaio 2016  | 22 giugno 2022       |
| 12 | Mixed Messages    | Segnali misti         | 1 febbraio 2016  | 22 giugno 2022       |
| 13 | If and When       | Se e quando           | 8 febbraio 2016  | 22 giugno 2022       |
| 14 | Under Water       | Sott'acqua            | 15 febbraio 2016 | 22 giugno 2022       |
| 15 | Minor Offenses    | Reati minori          | 22 febbraio 2016 | 22 giugno 2022       |
| 16 | EQ                | Intelligenza emotiva  | 29 febbraio 2016 | 22 giugno 2022       |
| 17 | Sixteen           | Sedici                | 7 marzo 2016     | 22 giugno 2022       |
| 18 | Rehearsal         | Le prove              | 14 marzo 2016    | 22 giugno 2022       |
| 19 | The Show          | Lo spettacolo         | 21 marzo 2016    | 22 giugno 2022       |
| 20 | Kingdom Come      | Nel regno dei cieli   | 28 marzo 2016    | 22 giugno 2022       |